# Batarà dels bambús
El batarà dels bambús (Cymbilaimus sanctaemariae) és una espècie d'ocell de la família dels tamnofílids (Thamnophilidae).

## Hàbitat i distribució
Viu als bosquets de bambú de les terres baixes fins als 1200 m del sud-est de Perú, oest del Brasil amazònic i nord de Bolívia.